# RCW 103
RCW 103 (SNR G332.4-00.4) — газообразная туманность (остаток сверхновой), которая находится в созвездии Наугольник на расстоянии около 10 000 световых лет от нас.
В 1980 году астрономы обнаружили компактный источник рентгеновского излучения, который оптически не мог быть идентифицирован. Им оказалась нейтронная звезда 1E 161348-5055, которая вспыхнула сверхновой около 2000 лет назад. Она была приблизительно в 8 раз массивнее Солнца. Сейчас звезда имеет почти такую же массу, как и у Солнца, но её диаметр составляет всего лишь 16 километров. Вся остальная масса была выброшена взрывом, породившим современную туманность. Примечательным также является тот факт, что период обращения вокруг своей оси у этой нейтронной звезды составляет целых 6,7 часов (обычно от 0,01 до 1 секунды).